# Myrmecia pyriformis
Fourmi bouledogue
Espèce
Synonymes
- Myrmecia sanguinea[1]

Myrmecia pyriformis est une espèce de fourmi originaire d'Australie. Les plus fortes populations de
cette fourmi géante se trouvent dans le sud-est du pays. L'espèce est très proche de Myrmecia forficata et est décrite pour la première fois en 1858.

## Nom vernaculaire et classement
Du fait de son agressivité, cet insecte social est aussi connu sous le nom vernaculaire de « fourmi bouledogue ».
La fourmi bouledogue appartient au genre Myrmecia, à la sous-famille Myrmeciinae.
La plupart des ancêtres des fourmis du genre Myrmecia n'ont été retrouvés que dans des fossiles, à l’exception de Nothomyrmecia macrops, seul parent vivant actuellement.

## Biologie
La taille de Myrmecia pyriformis peut varier de 14 à 23 mm de long. Les ouvrières peuvent atteindre
26 mm de long alors que la longueur des mâles ne dépasse pas 20 mm.
Myrmecia pyriformis est généralement de couleur brune tirant vers le noir. Son corps est recouvert de très fins poils jaunes.
Comme toutes les fourmis du genre Myrmecia, l'espèce Myrmecia pyriformis engendre des ouvrières reproductrices (gamergates) pouvant assurer la survie d'une colonie en l'absence de reine,.

## Alimentation
Myrmecia pyriformis se nourrit d'autres insectes (guêpes, abeilles) et de petits arthropodes, particulièrement des araignées.
Pour éviter ses prédateurs, comme le Grand Réveilleur, elle quitte, en solitaire, la fourmilière à la nuit tombante ou juste avant le lever du jour. Capable de prendre la mesure de l'intensité lumineuse ambiante, elle profite d'une plage de 40 à 60 min de pénombre pour sortir et aller rechercher sa nourriture spécifiquement dans des arbres voisins du nid et déjà repérés.
La plupart des sorties nocturnes durent plusieurs heures : les ouvrières prennent le temps d'accumuler de la nourriture, comme du miellat de pucerons, avant de rentrer à la fourmilière, d'autres, moins nombreuses, retournent au nid une fois une proie capturée.

## Source de la traduction
- (en) Cet article est partiellement ou en totalité issu de l’article de Wikipédia en anglais intitulé « Myrmecia pyriformis » (voir la liste des auteurs).